# 申毅
申毅（594年—619年2月5日），字道诚，京兆郡新丰县（今陕西省西安市灞桥区）人，隋朝官员。

## 生平
隋朝末年，战乱纷起，申毅屡次有军功。大业十二年（616年）十二月，隋朝派遣王世充、杨义臣等人进攻豆子䴚的格谦，申毅跟随参与了此次战争，屡次升任金紫光禄大夫。之后，申毅跟随王世充从江都返回洛阳，在邙山之战击败李密，升任上柱国，加左备身郎将，不久出任征南大将军，封永安郡开国公。皇泰二年岁次己卯正月辛丑朔十六日（619年2月5日），申毅因病在家中去世，虚岁二十六，正月廿一日（619年2月10日）葬于洛州河南县千金里。皇泰主诏令赠予兵部尚书、使持节荆郢基襄邓安隋蔡硖九州诸军事、荆州总管、申国公，由太常少卿皇甫偲监护丧事，有关部门考订申毅生平，上谥号敬公。

## 死因
申毅死时年仅二十六岁，陕西师范大学历史文化学院教授周晓薇认为难免揣疑所谓墓志中“遘疾薨于第”或许有所讳言。

## 家庭

### 祖父
- 申某，隋朝追赠光州刺史[1]

### 父亲
- 申某，隋朝追赠内史令、齐公[1]